# 墨翰乡
墨翰乡，是中华人民共和国云南省昭通市永善县下辖的一个乡镇级行政单位。

## 行政区划
墨翰乡下辖以下地区：
墨翰村、花园村、响水村、荆坪村、干溪村、箐林村、富民村、大寨村、柏林村和金竹村。